# آر دبلیو دی

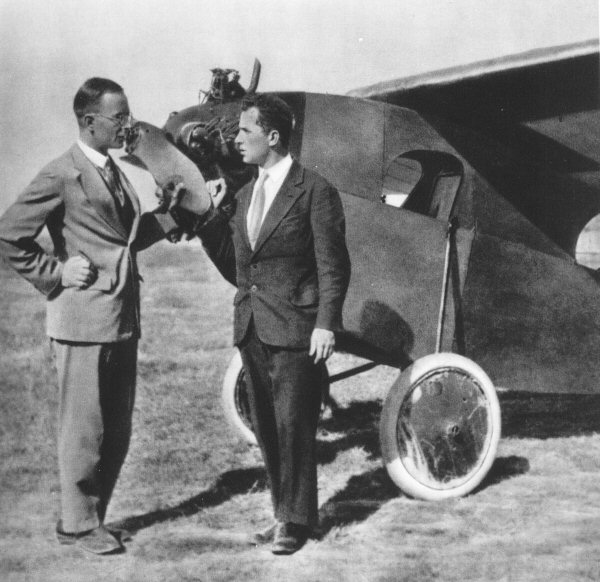
RWD 7

آر دبلیو دی (انگلیسی: RWD) یک شرکت هواگردسازی در لهستان بود که در سال‌های ۱۹۲۸ تا ۱۹۳۹ فعالیت می‌کرد. این شرکت در ابتدا توسط گروهی سه نفره از طراحان جان آغاز به کار کرد که نام شرکت برگرفته از حرف اول نام آن‌ها است. این افراد شرکت را در زمان تحصیل در دانشگاه صنعتی ورشو پایه‌گذاری کردند.